# Jaap Dijkstra (1943)
Jacob (Jaap) Dijkstra (Oldelamer, 3 april 1943 – Deventer, 7 januari 2025) was een Nederlands politicus en bestuurder. Hij was namens de Partij van de Arbeid (PvdA) veertien jaar lid van de Gedeputeerde Staten van de provincie Overijssel en vervulde de rol van waarnemend burgemeester van Olst.

## Carrière
Dijkstra werd in 1978 gekozen als statenlid in de provincie Overijssel. Hij was daar actief tot 1996, waarvan de laatste veertien jaar als lid van het College van Gedeputeerde Staten. Hij richtte zich vooral op cultuur en sociaal beleid. 
In oktober 1997 werd Dijkstra benoemd tot waarnemend burgemeester van Olst, een functie die hij tot 1999 vervulde. Dijkstra was aanwezig bij de opening van het Willy Dobbeplantsoen op 27 november 1997, een initiatief van de kunstenaar Wim T. Schippers. Dijkstra werd in 1999 opgevolgd door waarnemend burgemeester Cees Brekelmans.
Na zijn politieke carrière werd Dijkstra in 2000 directeur van de zorgverzekeraar Groene Land in Zwolle, onderdeel van de Achmeagroep. Ook was hij directeur van het Zorgkantoor Drenthe, Flevoland en West-Overijssel. In 2007 werd hij aangesteld als kwartiermaker voor het op te richten Fonds voor Cultuurparticipatie.
Na zijn pensionering was hij voorzitter van de selectiecommissie van de PvdA voor de fusiegemeente Olst-Wijhe.

## Persoonlijk leven
Dijkstra was een kunstliefhebber en hield zich bezig met beeldhouwen. Na zijn afscheid als gedeputeerde werd hem gevraagd een beeldententoonstelling te organiseren met alle vrijheid voor de uit te kiezen beelden, die plaatsvond van mei tot juni 1997. Hij was ook een voorvechter voor kunst in de publieke ruimte. Hij was lid van de beeldhouwgroep De Wilpse Klei en exposeerde in 2014/2015 samen met schilder Els Enke in het Holstohus in Olst.
Dijkstra werd onderscheiden als ridder in de Orde van de Nederlandse Leeuw voor zijn langdurige inzet op verschillende maatschappelijke terreinen, waaronder de politiek, de zorg en de cultuur.
Hij overleed op 7 januari 2025 op 81-jarige leeftijd in Deventer.